# Rivolta di Cipro del 1931
La rivolta di Cipro del 1931 o eventi di ottobre (in greco Oktovriana, Οκτωβριανά) fu una rivolta contro il dominio coloniale britannico che ebbe luogo a Cipro, allora colonia della corona britannica, tra il 21 ottobre e l'inizio del novembre 1931. La rivolta fu capeggiata dai nazionalisti greco-ciprioti che sostenevano l'enosis (unione) dell'isola con la Grecia. La sconfitta dei ribelli portò ad un periodo di dominio autocratico britannico noto come "Palmerocracy" (Παλμεροκρατία), che sarebbe durato fino all'inizio della seconda guerra mondiale.

## Sfondo
Allo scoppio della prima guerra mondiale, Cipro era nominalmente parte dell'Impero ottomano, mentre de facto era amministrata dall'Impero britannico come concordato nella Convenzione di Cipro del 1878. Il 5 novembre 1914, gli ottomani entrarono in guerra dalla parte degli Imperi centrali, spingendo la Gran Bretagna ad annullare la Convenzione di Cipro e ad annettere l'isola poiché da allora i due stati si trovarono in guerra. Nel 1915, la Gran Bretagna offrì Cipro alla Grecia in cambio dell'intervento greco nella prima guerra mondiale a fianco della Triplice Intesa. Il governo greco rifiutò l'offerta poiché all'epoca era coinvolto in una profonda crisi interna nota come Scisma Nazionale. Cipro era già stata descritta come merce di scambio per negoziare con i greci quando fu offerta in cambio del porto di Argostoli nel 1912.
Dopo la fine della guerra, la Gran Bretagna ricevette il riconoscimento internazionale delle sue pretese sull'isola alla Conferenza di Losanna del 1923. La Grecia era l'unico paese che poteva potenzialmente impugnare la decisione, sulla base del fatto che quattro quinti della sua popolazione era di etnia greca. Tuttavia all'epoca la Grecia dovette affrontare la rovina economica e l'isolamento diplomatico a causa di una disastrosa sconfitta nella guerra greco-turca, e gli inviati greci non fecero quindi menzione di Cipro alla conferenza. Cipro ottenne quindi lo status di colonia della corona e il numero dei membri del Consiglio legislativo cipriota fu aumentato a favore dei funzionari britannici. Le battute d'arresto summenzionate non fermarono la diffusione delle ideologie strettamente correlate della Megali idea (Grande Idea) e dell'enosis (unione), il cui obiettivo finale era l'incorporazione di tutte le aree popolate dai greci in uno stato greco indipendente. La nomina del novembre 1926 di Ronald Storrs (un filo-ellenico) come nuovo governatore di Cipro, promosse l'idea tra i nazionalisti greco-ciprioti che il dominio britannico sarebbe stato un trampolino di lancio per l'eventuale unione con la Grecia.
La loro relazione si inasprì nel 1928, quando i greco-ciprioti si rifiutarono di partecipare alla celebrazione del 15º anniversario dell'instaurazione del dominio britannico su Cipro. La Grecia ancora una volta fece appello alla calma, limitando la diffusione di articoli anti-britannici sui giornali greco-ciprioti. L'istruzione divenne un'altra arena di conflitto con il passaggio della legge sull'istruzione, che cercava di ridurre l'influenza greca nei curricula scolastici ciprioti. La Chiesa di Cipro, che all'epoca svolgeva un ruolo importante nella vita sociale e politica dell'isola, divenne uno dei baluardi del nazionalismo greco. I ciprioti lamentarono anche il presunto trattamento preferenziale di Malta ed Egitto a spese di Cipro. I rapporti peggiorarono ulteriormente quando le autorità coloniali approvarono unilateralmente un nuovo codice penale che consentiva tra l'altro l'uso della tortura. Nel 1929, i membri di Kition Nikodemos e Stavros Stavrinakis del Consiglio Legislativo dell'arcidiocesi arrivarono a Londra, presentando un memorandum al segretario delle colonie Lord Passfield che conteneva le richieste per l'enosis. Come per i precedenti tentativi di questo tipo, la risposta fu negativa.

## Conflitto

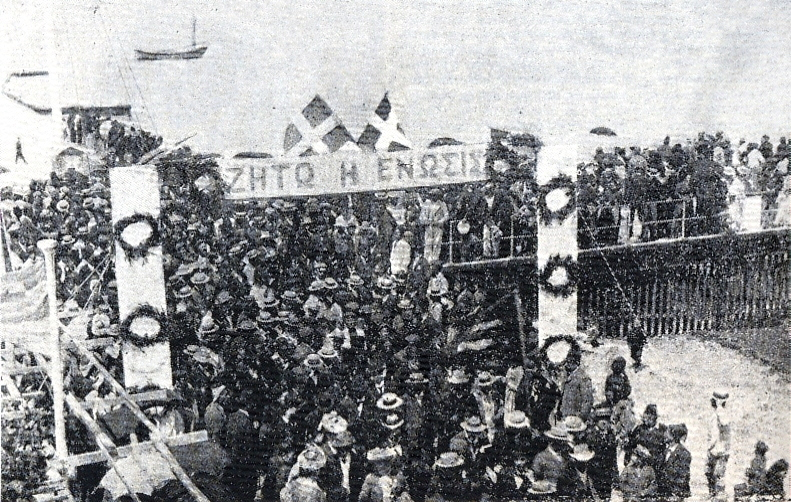
Una manifestazione cipriota negli anni '30 a favore dell'enosis.

Nel settembre 1931, Storrs bloccò una decisione del Consiglio Legislativo di fermare gli aumenti delle tasse che avrebbero dovuto coprire un deficit del bilancio locale. I parlamentari greco-ciprioti reagirono rassegnando le dimissioni dalle loro cariche. Inoltre, il 18 ottobre, l'arcivescovo di Kition Nikodemos invitò i greco-ciprioti a impegnarsi in atti di disobbedienza civile fino a quando le loro richieste sull'enosis non venissero soddisfatte.
Il 21 ottobre, 5 000 greco-ciprioti, per lo più studenti, sacerdoti e notabili della città, si radunarono per le strade di Nicosia intonando slogan pro-enosis. La folla assediò la Residenza governativa, e dopo tre ore di lanci di pietre l'edificio fu dato alle fiamme. I rivoltosi furono infine dispersi dalla polizia. Allo stesso tempo, le bandiere britanniche furono tolte dagli uffici pubblici in tutto il paese, spesso sostituite con quelle greche. L'ordine fu ripristinato all'inizio di novembre. Gli inglesi accusarono il consigliere generale greco di Nicosia Alexis Kyrou (un nazionalista greco di origine cipriota) di aver istigato la rivolta. Kyrou aveva infatti lavorato dietro le quinte per creare un fronte unito di opposizione contro gli inglesi prima della rivolta, in diretta disobbedienza agli ordini ricevuti da Atene. Un totale di sette manifestanti furono uccisi, trenta rimasero feriti, dieci furono esiliati a vita, mentre 2 606 ricevettero varie pene che andavano dal carcere alle multe per attività sediziose.

## Conseguenze
La rivolta portò al licenziamento di Kyrou le cui azioni avevano inavvertitamente danneggiato sia la causa enotica che le relazioni anglo-elleniche. La rivolta inferse anche un duro colpo alla carriera di Storrs, che fu presto trasferito alla carica di governatore della Rhodesia Settentrionale. Il Consiglio Legislativo e le elezioni comunali furono aboliti, la nomina delle autorità del villaggio e dei giudici distrettuali fu relegata al governatore dell'isola. La propagazione delle idee enotiche e lo sventolamento di bandiere straniere fu vietata così come la riunione di più di 5 persone. Le nuove misure miravano a sopprimere il funzionamento della chiesa ortodossa e delle organizzazioni comuniste. La censura ebbe un grave effetto sul funzionamento dei giornali, specialmente su quelli associati alla politica di sinistra. Cipro entrò così in un periodo di governo autocratico noto come Palmerokratia (Παλμεροκρατία, "Palmerocrazia"), dal nome del governatore Richmond Palmer, che iniziò poco prima della rivolta e sarebbe durato fino all'inizio della seconda guerra mondiale. La rivolta è stata descritta come la ribellione più intensa che la Gran Bretagna dovette affrontare nel periodo interbellico. La rivolta è conosciuta nella storiografia cipriota come Oktovriana (eventi di ottobre).
I monumenti che commemorano gli eventi di ottobre sono stati eretti a Strovolos e Pissouri, rispettivamente nel novembre 2007 e nell'ottobre 2016.